# Hiwatt
Hiwatt est une entreprise britannique qui produit des amplificateurs pour guitares et basses électriques.

## Historique
Hiwatt fut fondé en 1966 par l'ingénieur électronicien  anglais Dave Reeves. Celui-ci construisit d'abord ses amplificateurs pour guitares électriques pendant son temps libre, chez lui dans le Surrey, au Royaume-Uni.
Ses amplificateurs gagnèrent en qualité et Hiwatt gagna en réputation. Rapidement, des groupes tels que The Who, Pink Floyd, Led Zeppelin, The Rolling Stones et Jethro Tull utilisèrent ces amplificateurs Hiwatts.
Après le décès de son fondateur Dave Reeves en 1981, Hiwatt survécut tant bien que mal grâce à des avocats gérants la société et à la production de ses salariés. Cette période d'instabilité mit Hiwatt dans de grandes difficultés financières, l'entreprise se retrouvant du jour au lendemain en cessation de paiements, incapable d'honorer les factures de ses fournisseurs.
En 1984, la marque fut rachetée et relancée.
Depuis les années 1990, l'intérêt pour les amplificateurs à lampes redevint plus grand que ceux  à transistors, stars de la décennie précédente : après avoir envahi le marché, étant moins fragiles, plus légers et moins onéreux que leurs prédécesseurs historiques à lampes, on reprocha surtout aux seconds, un manque de personnalité. De nombreux artistes contemporains tels que Coldplay, The Killers, Oasis et les Arctic Monkeys utilisent des amplificateurs Hiwatt.
La marque Hiwatt est de nouveau rachetée en 2019, par deux entrepreneurs britanniques, Darren Atkinson et Alex Bak : la production des modèles haut de gamme « Custom » resta basée au Royaume-Uni, tandis que les modèles plus abordables financièrement sont désormais fabriqués en Chine.

## Caractéristiques
Les amplificateurs Hiwatt sont des amplificateurs à lampes, équipés de tubes Mullard (en) et de haut-parleurs Fane, principalement pour basse et guitare. La marque reste aussi célèbre pour ses têtes d'amplificateur « AP » (pour All Purpose, « tout usage » : on peut y brancher simultanément une guitare, une basse, un clavier, un micro voix, etc.).
Les amplificateurs Hiwatt ont comme particularité d'avoir une brillance particulière du son sur le canal clair, même à très fort volume et de pouvoir supporter quasiment toutes les pédales d'effets.
Ils sont en outre câblés à la main, ce qui signifie qu'ils sont dépourvus de circuits imprimés et donc très faciles à entretenir.
Pour toutes ces raisons, la cote d'occasion de n'importe quel modèle de la marque est très élevée, avec des évaluations oscillant entre 2 500 et plus de 6 500 €.

## Artistes jouant sur les amplificateurs Hiwatt
- Pete Townshend
- David Gilmour
- Jimmy Page
- Gerald Moizan
- David Keuning
- Mark Stoermer
- Nic Cester
- Guy Berryman
- Neal Schon
- Hugh Harris
- Jamie Cook
- Joe Walsh
- Nick Perri
- Robin Zander
- Tom Petersson
- Robert Hardy
- Jonny Santos
- Evan Willey
- Kenny Olson
- Duane Denison
- J Mascis
- Dylan Moon
- Tom Hartman
- Trevor Horn
- Peter Hook
- Chris Propper
- Albert Hammond Jr.
- Noel Gallagher